# Брустурівська сільська рада
| Брустурівська сільська рада — колишній орган місцевого самоврядування у Косівському районі Івано-Франківської області з адміністративним центром у с. Брустурів. Водоймища на території, підпорядкованій даній раді: річка Брустурка. Сільській раді були підпорядковані населені пункти: - с. Брустурів |

## Склад ради
Рада складалася з 16 депутатів та голови.

### Керівний склад ради
| ПІБ                      | Основні відомості                                            | Дата обрання | Дата звільнення |
| ------------------------ | ------------------------------------------------------------ | ------------ | --------------- |
| Матійчук Марія Василівна | Сільський голова, 1954 року народження, освіта, позапартійна | 26.03.2006   | 31.10.2010      |
| Матійчук Марія Василівна | Сільський голова, 1954 року народження, освіта, позапартійна | 31.10.2010   |                 |

Примітка: таблиця складена за даними джерела